# Felice Minotti
Felice Minotti (Milano, 19 novembre 1887 – Torino, 21 marzo 1963) è stato un attore italiano.

## Biografia
Esordì sulle scene all'età di tredici anni presso una compagnia filodrammatica, e divenne in seguito un affermato attore di varietà.
Nel 1908 esordì nel cinema, e partecipò alle riprese di un film d'avanguardia e dal titolo L'uomo dalla testa dura diretto da Edoardo Bencivenga. Successivamente venne scritturato dalla Milano Films come «comparsa» nelle comiche di Cocciutelli (Eduardo Monthus) e Bonifacio (Émile Vardannes).
In seguito si trasferì a Torino, all'epoca capitale del cinema italiano, dove trovò impiego prima all'Ambrosio Film e poi all'Itala Film. In questa casa cinematografica, Minotti fu uno degli attori principali e interpretò una gran quantità di pellicole, tra cui L'emigrante (1915), Scacco matto (1919), La fabbrica dell'imprevisto (1920) e alcuni titoli della serie Maciste girati fino al 1925.
Per tutta la sua carriera alternò tra il cinema e il teatro, dove si affermò come attore drammatico, in particolare nell'interpretazione del dramma I figli di nessuno di Ruggero Rindi, nel quale ottenne un notevole successo personale.
La sua attività di attore cinematografico proseguì dopo l'introduzione del sonoro, e dal 1930 al 1964 fu interprete di una cinquantina di film, prevalentemente in ruoli minori, oppure da attore caratterista.
Fu anche regista di un documentario del 1936 dal titolo Conquistatori d'anime, co-diretto con Renzo Chiosso, interpretato da missionari, e svolse anche l'attività di ispettore di produzione.

## Filmografia parziale

### Attore
- L'uomo dalla testa dura, regia di Edoardo Bencivenga (1908)
- Le avventure straordinarissime di Saturnino Farandola, regia di Marcel Fabre (1913)
- I pericoli dei travestimenti, regia di Émile Vardannes (1914)
- L'emigrante, regia di Febo Mari (1915)
- La paura degli aeromobili nemici, regia di André Deed (1915)
- Cretinetti e gli stivali del Brasiliano, regia di André Deed (1916)
- Maciste alpino, regia di Giovanni Pastrone (1916)
- Le due seduzioni, regia di Elettra Raggio (1916)
- La trilogia di Dorina, regia di Gero Zambuto (1917)
- La forza della coscienza, regia di Luigi Romano Borgnetto (1918)
- Scacco matto, regia di Carlo Campogalliani (1919)
- La trilogia di Maciste, regia di Carlo Campogalliani (1920)
- La fabbrica dell'imprevisto, regia di Ettore Piergiovanni (1920)
- Il testamento di Maciste, regia di Carlo Campogalliani (1920)
- L'oro degli Aztechi, regia di Umberto Mozzato ed Émile Vardannes (1920)
- La cugina, regia di Gero Zambuto (1920)
- La trentesima perla, regia di Umberto Mozzato (1920)
- L'altra onestà, regia di Umberto Mozzato (1920)
- Maciste salvato dalle acque, regia di Luigi Romano Borgnetto (1921)
- Maciste in vacanza, regia di Luigi Romano Borgnetto (1921)
- Il povero Piero, regia di Umberto Mozzato (1921)
- Tempesta in un cranio, regia di Carlo Campogalliani (1921)
- La modella di Tiziano, regia di Paolo Trinchera (1921)
- La rivincita di Maciste, regia di Luigi Romano Borgnetto (1921)
- La nave dei morti, regia di Carlo Campogalliani (1921)
- I Foscari, regia di Mario Almirante (1923)
- Il capolavoro di Saetta, regia di Eugenio Perego (1923)
- L'arzigogolo, regia di Mario Almirante (1924)
- La casa dei pulcini, regia di Mario Camerini (1924)
- Maciste imperatore, regia di Guido Brignone (1924)
- Caporal Saetta, regia di Eugenio Perego (1924)
- Maciste contro lo sceicco, regia di Mario Camerini (1926)
- Il gigante delle Dolomiti, regia di Guido Brignone (1927)
- I martiri d'Italia, regia di Domenico Gaido (1927)
- Il vetturale del Moncenisio, regia di Baldassarre Negroni (1927)
- Il carnevale di Venezia, regia di Mario Almirante (1928)
- Gli ultimi zar, regia di Baldassarre Negroni (1928)
- Giuditta e Oloferne, regia di Baldassarre Negroni (1929)
- Napoli che canta, regia di Mario Almirante (1930)
- Don Bosco, regia di Goffredo Alessandrini (1935)
- Villafranca, regia di Giovacchino Forzano (1937)
- Pietro Micca, regia di Aldo Vergano (1938)
- Sotto la croce del sud, regia di Guido Brignone (1938)
- Piccoli naufraghi, regia di Flavio Calzavara (1939)
- Traversata nera, regia di Domenico Gambino (1939)
- Il peccato di Rogelia Sanchez, regia di Carlo Borghesio e Roberto de Ribón (1940)
- Cuori nella tormenta, regia di Carlo Campogalliani (1940)
- Nozze di sangue, regia di Goffredo Alessandrini (1941)
- Il figlio del corsaro rosso, regia di Marco Elter (1943)
- Gli ultimi filibustieri, regia di Mario Elter (1943)
- Le miserie del signor Travet, regia di Mario Soldati (1945)
- Un americano in vacanza, regia di Luigi Zampa (1946)
- Il cavaliere del sogno, regia di Camillo Mastrocinque (1947)
- Arrivederci, papà!, regia di Camillo Mastrocinque (1947)
- Un mese d'onestà, regia di Domenico Gambino (1948)
- 11 uomini e un pallone, regia di Giorgio Simonelli (1948)
- Accidenti alla guerra!..., regia di Giorgio Simonelli (1948)
- Buffalo Bill a Roma, regia di Giuseppe Accattino (1949)
- Se fossi deputato, regia di Giorgio Simonelli (1949)
- Donne e briganti, regia di Mario Soldati (1950)
- Buon viaggio, pover'uomo, regia di Giorgio Pàstina (1951)
- O.K. Nerone, regia di Mario Soldati (1951)
- Jolanda, la figlia del Corsaro Nero, regia di Mario Soldati (1952)
- Camicie rosse, regia di Goffredo Alessandrini (1952)
- I tre corsari, regia di Mario Soldati (1952)
- La trappola di fuoco, regia di Gaetano Petrosemolo (1953)
- La bella mugnaia, regia di Mario Camerini (1955)
- Totò lascia o raddoppia?, regia di Camillo Mastrocinque (1956)
- Mi permette, babbo!, regia di Mario Bonnard (1956)
- Un ettaro di cielo, regia di Aglauco Casadio (1957)
- Il ribelle di Castelmonte, regia di Vertunnio De Angelis (1964)

### Direttore di produzione
- Il campione, regia di Carlo Borghesio (1943)
- Il cavaliere del sogno, regia di Camillo Mastrocinque (1947)